# Ajn Tarma
Ajn Tarma (arab. عين ترما) – miasto w Syrii, w muhafazie Damaszek. W 2004 roku liczyło 35 722 mieszkańców.